# Leucothyreus stempelmanni
Leucothyreus stempelmanni är en skalbaggsart som beskrevs av Ohaus 1909. Leucothyreus stempelmanni ingår i släktet Leucothyreus och familjen Rutelidae. Inga underarter finns listade i Catalogue of Life.